# Новоолександрівка (Покровська селищна громада)
Новоолекса́ндрівка — село в Україні, у Синельниківському районі Дніпропетровської області. Входить до складу Покровської селищної громади. Населення становить 263 осіб. Колишній орган місцевого самоврядування — Вишнівська сільська рада.

## Географія
Село Новоолександрівка знаходиться за 2,5 км від лівого берега річки Вовча, на відстані 2 км від села Гай. По селу протікає пересихаючий струмок з загатою.

## Історія
- 1920 — дата заснування.

Свій історичний початок воно бере в 1906 році, коли багатий поміщик Каришев, наполоханий наростанням революційних подій в Росії, почав розпродувати свої земельні володіння. Група зацікавлених селян-багатіїв із села Олександрівки, колишньої Покровської волості, закупила в нього 750 десятин землі і поселилися на них. На кожен двір, у залежності від майнового стану господаря, дісталося від 25 до 75 десятин землі. Вихідці з Олександрівки дали нову назву поселенню — Ново Олександрівка. Землі оброблялись батраками.
Організоване в селі Новоолександрівці товариство СОЗ проіснувало недовго, уже через рік, у 1931 році, його землі і майно було приєднано до новоорганізованого кінзаводу.
12 червня 2020 року, відповідно до розпорядження Кабінету Міністрів України № 709-р від «Про визначення адміністративних центрів та затвердження територій територіальних громад Дніпропетровської області», увійшло до складу Покровської селищної громади.
19 липня 2020 року, в результаті адміністративно-територіальної реформи і ліквідації Покровського району, село увійшло до складу новоутвореного Синельниківського району.